# Fall Endre
Fall Endre (Dés, 1891. október 27. – Budapest, 1954. július 2.)  író, újságíró. 1927-ben a Magyar Revíziós Liga egyik szervezője, majd ügyvezető igazgatója.

## A gyermekkor és a tanulás évei
Hatgyermekes családban nőtt fel. A hat gyermek közül Fall Endre továbbtanult a Kolozsvári Magyar Királyi Ferenc József Tudományegyetem bölcsészeti, nyelv– és történettudományi karán. A többgyermekes család anyagi támogatása egyre szűkösebbé válik és ezért kénytelen kérvényezni az Egyetemi Diákasztalnál felvételét a menzára. A Diákotthon szellemisége, a kapott segítség, az együvé tartozás érzése, jó hatással volt nemzeti tudatának fejlődésére.

## A munkás, szerelmes évek
Első munkahelye a temesvári Kereskedelmi Iskola volt, ahol tanárként dolgozott .Rövid időn belül, szívvel-lélekkel bekapcsolódik a város társadalmi-politikai életébe. Szabadidejében – sajátos szempontok alapján – továbbfolytatja a magyar történelem kevésbé ismert eseményeinek tanulmányozását és ennek eredményeként 1915 előtt kiadja Gyalu vára című könyvét. A könyv előszavában kifejti azon reményét, …hogy sikerült a vár egyes időszakaira történetének képét teljes egészében nyújtani, amit munkája fontos eredményének tekint.
Itt lobban szerelemre a németszentpéteri Hoffmann Alma Katalin iránt. Az ifjú pár 1916-ban köt házasságot és ebből két fiuk: Levente (Budapest, 1922. július 5. – Budapest, 1972. augusztus 24.) és András-Csaba (Budapest, 1925. december 23. – 1945. január 26.) született.

Családi kép Balról jobbra: Fall Levente, Fall (Hoffmann) Alma Katalin, Fall Endre, Fall András Csaba

## Szerepe az első világháborút követő káoszban
A Bánság területének Magyarország számára való megmentése érdekében a magyarok és a magyarokhoz lojális etnikumok 1918. november 1-én egy új államot hoznak létre, Bánáti Köztársaság néven. Rövid ideig tartó (24 nap) működése alatt megpróbált rendet teremteni az egyre nagyobb arányokat öltő káoszban. Fall Endre a Magyar Nemzeti Tanács tagjaként odaadó munkát végzett a Köztársaság célkitűzéseinek megvalósítása érdekében. A francia egységek november 19-én a Köztársaság egész területét elfoglalják, majd 25-én a Szerb Nemzeti Tanács semmissé nyilvánítja a Bánáti Köztársaságot és kimondja a terület délszláv állammal való egyesülését. Fall Endre a személyét fenyegető veszélyek ellenére a helyén marad. A francia megszállás ideje alatt, eleget téve a magyarság óhajának, Pálossy Dénes tanártársával emlékiratot szerkesztettek és adtak át François Léon Jouinot-Gambetta francia tábornoknak, amelyben arról igyekeztek meggyőzni a franciákat, hogy az Ausztriától függetlenített integráns Magyarország létezése francia politikai és elsősorban gazdasági érdek is. A területi vita miatti román és szerb ellentéteket a békekonferenciát előkészítő bizottság 1919. március 13-i döntése oldja fel, melynek alapján a Bánáti Köztársaság nagyobbik része keleten Romániához került, a nyugati részét Szerbia kapta, míg északon egy kis darab megmaradt a magyar állam fennhatósága alatt. A szerb csapatok Temesvárról 1919. július 27-én vonulnak ki és augusztus 3-án bevonul a román hadsereg.
A városi tanács 1919.július 3-án a kereskedelmi iskola internátusának vezetésével dr.Fall Endrét bízza meg a sváb nemzetiségű Donawell János igazgató helyett. Ezt követően Fall Endrét számos támadás érte. A „mérsékelt” német Schwäbische Volkspresse sajtókiadvány Fall Endrét "magyar sovinisztának és svábfalónak" minősítette, aki "a sváb-magyar barátságon rést ejtett".
A román megszállásra reagálva, a magyar lakosság egyöntetű véleménye az volt, hogy ez így nem maradhat. Ezt a felfogást a román államhatalmi szervek elrettentő politikai perek formájában igyekeztek megtörni. Az első ilyen és legnagyobb méretű koncepciós per a temesvári Leventeper volt, melyet a román diplomácia az 1920 januárja és márciusa közti londoni és párizsi tárgyalásain oly módon mutatott be, mint a veszélyes magyar irredentizmus példaképét. A magyar fiatalokból álló szervezet elnevezését a >>Leventeszövetség<<-től nyerte és a vád ellenük az volt hogy fegyveres erőszakkal a román államhatalmi szervek ellen akartak fellépni. A per előkészítése, lefolyása, a súlyos ítéletek természetes közfelháborodást váltott ki Temesvár magyar érzelmű polgáraiban. Mindenki ott segített, ahol tudott. Fall Endre tanúként vett részt a perben és a román hatóságok tilalma ellenére a Városi Konviktus igazgatójaként továbbra is kosztot és kvártélyt biztosított a per egyik fővádlottjának, Mischek Ferencnek (első fokon halálra ítélték) és két diákszereplőjének, Gömöri Lajosnak és Jung Józsefnek. A perbefogottak iránt tanúsított magatartása miatt a román illetékes szervek rossz szemmel nézik tevékenységét és a trianoni békeszerződés utáni vészhelyzetben a menekülés lehetőségét választja. Temesvárt azzal a reménnyel hagyja el, hogy az új körülmények között többet tehet honfitársai érdekében, és ebben a garanciát a Herczeg Ferenc által kezdeményezett és támogatott tevékenységek kibontakozásában látja, akivel személyes kapcsolata egyre szorosabbá válik.

## Az útkeresés ideje
A trianoni békeszerződés sokkolta a magyar közvéleményt. Ilyen körülmények között újabb és újabb Trianon ellenes szervezetek és együttesek alakultak, a már meglévőkön kívül. 1921. május 1-én Bethlen István miniszterelnök értekezletet hívott össze, ahol döntöttek ezen alakulatok tevékenységének normalizálásáról. Ilyen céllal létrehozták a Társadalmi Egyesületek Szövetsége Központját (TESZK), amely közvetlenül a miniszterelnöknek volt alárendelve. A délvidéki magyarok sorsát ezen belül a Szent Gellért Társaság (SZGT, Szeged, 1920-1949) intézte, melynek hatásköre ennél jóval nagyobb területre terjedt ki, részt vállalva a TESZK általános feladatainak intézésében is. A SZGT elnöke a Délvidékről származó Herczeg Ferenc, ügyvezető igazgatója rövid ideig Eöttevényi Olivér, majd pedig Tubán Tibor volt. A szervezet tevékenységének napszámos munkáját, a titkári teendőket Fall Endre látta el.
A délvidékiek problémáinak sokasodása és egyre kihangsúlyozottabbá váló különbözősége miatt 1921 augusztusában, Fall Endre kezdeményezésére, megalakul a magyarok egy újabb társadalmi szervezete Délvidéki Otthon néven. A szervezet élén a már ismert páros állt: Herczeg Ferenc elnök és Fall Endre főtitkár személyében. A Délvidéki Otthon munkájának elismerését jelentette az a tény, hogy a magyar kormány kezdeményezésére 1923-ban tagja lett a Népszövetségi Ligák Uniójának és ilyen minőségben nagyobb hatásfokkal képviselhette a délvidékiek érdekeit a liga konferenciáin. Jelentős eseménynek számít a Délvidéki Otthon életében a Fall Endre kezdeményezésére szervezett három napos országos gyászünnepség, a trianoni békeszerződés aláírásának hatodik évfordulóján.

## A Magyar Revíziós Liga ügyvezető igazgatója
„Ez a soha egységesnek nem mondott nemzet, egységes volt a revízió akaratában.”
A Bethlen-kormány eredményei lehetővé tették, hogy 1927-től nyíltan vállalja fő politikai célját, a revíziót. A magyar revíziós politika váratlan segítséget kapott Lord Rothermere személyében, aki cikket jelentetett meg Magyarország helye a nap alatt – Biztonságot Közép-Európának címen. A nagy érdeklődést kiváltó írás a trianoni békeszerződés igazságtalanságait bírálta és az etnikai elvű határkiigazítások mellett érvelt. A nyugati hatalmak reakciójával ellentétben, Magyarországon felkorbácsolta a revíziós érzelmeket, felvetette szükségességét egy új, a trianonellenes szervezeteket egységbe tömörítő, nagy társadalmi támogatottsággal bíró szervezet létrehozását, Magyar Revíziós Liga néven.
Herczeg Ferenc író, valamint tizenegy vezető gazdasági érdekvédelmi szervezet elhatározása alapján, 1927. július 27-én, megalakul a Magyar Revíziós Liga. A kezdeti sikerek tűzében az alapító tagok lázas tevékenységbe kezdtek a végleges alakuló ülés előkészítése érdekében. Ebben jelentős szerep hárult Fall Endrére, aki tevékenyen részt vett a Liga felépítését és működését biztosító alapelvek kidolgozásában, valamint más, szervezési kérdések megoldásában. A Magyar Revíziós Liga végleges alakuló ülésén, melyet Budapesten, 1927. augusztus 11-én tartottak, 35 nagy taglétszámú társadalmi szervezet lépett be alapító tagként. A résztvevők Herczeg Ferencet, több menekültsegélyező egyesület elnökét és a revíziós kérdések alapos ismerőjét választották elnökké. Az ügyvezető igazgató feladatait Fall Endre látta el a Liga megalakulásától megszűnéséig.
A Liga Fall Endre irányítása mellett felvállalta a magyarok Trianon-ellenes hangulatának egységes és intenzív revizionista közvéleménnyé formálását, valamint a külföldi revizionista propaganda összehangolt megszervezését és irányítását. Belföldi tevékenysége során rendszeressé váltak a revizionista megemlékezések, nagygyűlések, szoboravatások és demonstrációk szervezése.  Az említett tevékenységek szervezése és lebonyolítása Fall Endre irányításával történtek, melyeken a Revíziós Liga vezetőségi tagjain kívül részt vettek a revízió mellett elkötelezett társadalmi szervezetek és különböző pártok képviselői is. Fall Endre hozzászólásaiban – általában – ismertette a revíziós mozgalom aktuális kérdéseit és amikor erre sor került, előterjesztette a gyűlés határozati javaslatát. Szemléletes példája ennek az 1931. május 17-én tartott nagyméretű tiltakozó felvonulás a békeszerződés ellen, ahol határozati javaslatot terjeszt elő a Népszövetség Tanácsához, melyben felhívja a művelt világ lelkiismeretét a dunai helyzet tarthatatlanságából fakadó súlyos veszélyekre.
A népszerűsítő munkában jelentős szerep hárult a sajtó különböző termékeire. A Magyar Külpolitika című folyóiratban a Liga már 1928-tól közölt revíziós témájú cikkeket, melyet 1931-ben át is vett és 1944-ig működtetett. Fall Endre a folyóirat szerkesztőbizottságának tagjaként végzett eredményes munkája mellett, számos, a folyóiratban közölt írásaiban reális, korhű képet nyújt a revízió aktuális problémáiról.
A Liga külföldi propagandáját szolgálta az 1933-ban alapított négynyelvű (olasz-angol-német-francia) hírlevél, a Dunai Hírek, melynek felelős kiadója Fall Endre volt.
Fall Endrének jelentős szerepe volt a Liga országos hálózatának kiépítésében. A magánszemélyekként való belépés biztosítása érdekében a Liga kibocsájtotta a Revíziós Pengőt Fall Endre, Herczeg Ferenc és Eckhardt Tibor aláírásával.
Külön említést érdemel Fall Endre irodalmi munkássága a revízió szolgálatában. A különböző újságokban, magyar és német nyelvű folyóiratokban, köztük a Magyar Külpolitikában közzétett írásain kívül, hét könyve jelent meg (kettő társszerzői közreműködéssel) a revízió témájával kapcsolatosan:
- Fall Endre: Jelentés a Délvidéki Otthon öt évi működéséről. 1926. Kiadja a Délvidéki Otthon, Budapest.
- Borbély Andor – FALL Endre: Román uralom Erdélyben. 1936. Budapest, Magyar Revíziós Liga. (Herczeg Ferenc előszavával.)
- Tarján Ödön – FALL Endre: Magyarok, szlovákok és rutének a Dunavölgyében. 1938. Budapest, Hornyánszky Nyomda. (Franciául és németül is uo. 1938)
- Fall Endre: Jogunk Erdélyhez. 1940. Budapest, Magyar Revíziós Liga. (Németül és olaszul is, uo., 1940.)
- Fall Endre: Mit tett a fasiszta Olaszország Magyarországért. 1940. Budapest, Magyar Revíziós Liga. (Olaszul is: Italia e Ungheria nella politica di Mussolini c. Ford. Silvino Gigante, Milano, 1940.)
- Fall Endre: Jugoszlávia összeomlása – a Délvidék visszatérése. 1941. Budapest, Hornyánszky Nyomda. (Németül is uo., 1942.)
- Fall Endre (Deési Endre álnéven): A magyar revíziós mozgalom. 1942. Budapest, Hellas.[14]

Az észérvek alapján nyilvánvaló volt, hogy a revízió békés úton való „tartós” megvalósítása csak a nagyhatalmak egyetértése és támogatása révén valósítható meg. A Liga, személyesen Fall Endre, kezdettől fogva Rothermere támogatásában bízva, az angol politikai elit megnyerését tartotta elsődleges céljának, de mindemellett értékelte az olaszok pozitív hozzáállását és a franciák új, megértő magatartását a revízió kérdésében. Hitler hatalomra jutása (1933. január 30.) után az európai hatalmi viszonyok átrendeződnek a náci Németország javára. Ilyen körülmények között, a 30-as évek közepétől a magyar kormány revíziós törekvéseinek megvalósítását mindinkább az egyre erősödő német hatalom támogatásával képzelte el, minek következtében bel- és külpolitikáját ennek rendelte alá. Voltak akik idejében felismerték ennek végzetes voltát és mindent elkövettek megakadályozásáért. Ilyen céllal hozta létre Teleki Pál miniszterelnök 1939 derekán a Tájékozódási Osztályt, melynek munkálataiban részt vett Fall Endre is.
A Hitler melletti elkötelezettség árán megvalósult revíziós sikerek következtében Magyarország területe 79106 km²-el, lakossága pedig 4576353 fővel gyarapodott.
Az Anglia irányába tett erőfeszítései a revízió támogatása céljából hiábavalónak bizonyultak. Tudatában volt, hogy a revíziós sikerek jövőbeli megőrzése veszélybe kerültek. Gondolatait barátjával, Bajcsy-Zsilinszky Endrével osztotta meg, kinek kávéházi asztaltársaságának tagja volt. Bajcsy-Zsilinszky Endre és Fall Endre között tökéletes egyetértés volt a németekkel szembeni álláspontjukat illetően, valamint a kormány háborús politikájának megítélése szempontjából.
Magyarország 1941. június 27-én, a villámgyors német győzelem hitében, belép a második világháborúba. A kezdeti német sikerek után, 1942 őszétől döntő fordulatot vett a háború. Ezt követően a Wehrmacht 1943 nyarától a támadásból védekezésbe kényszerült. A magyar németbarát propaganda hűen tükrözte a Goebbels által irányított német propagandát, melynek célja a valóság elferdítése volt. Nagy jelentőséggel bír Fall Endre tevékenysége a valós hírek terjesztésében. Személyes kapcsolatai révén és a Liga hálózatán keresztül értékes információkat gyűjtött, melyeket a németellenes érdekelt személyek rendelkezésére bocsájtott. Ezek jelentőségét fejezik ki Bajcsy-Zsilinszky Endre szavai: Nélkületek el volnánk veszve és tájékozatlanul állnánk a nagyvilágban.
A hadi helyzet alakulása arra késztetik Kállay Miklóst, hogy elkezdje a béketapogatózásokat Nyugaton, hogy a fegyverszünetet, Magyarország kilépését a háborúból előkészítse. A Revíziós Liga szerepe a béketapogatózásokat illetően meghatározó volt. Fontos kiemelni, hogy a Kállay-kormány a Revíziós Liga titkári hálózatán keresztül kezdte meg a „béketapogatózásokat” az angolszász hatalmak irányába. A liga ilyen célból a legjobb embereit küldte semleges országokba: Gellért Andort Stockholmba, Honti Ferencet Genfbe, Tamás Andrást pedig Lisszabonba. A Revíziós Liga keretén belül a béketapogatózásokkal kapcsolatos tevékenységet Fall Endre operatív igazgató irányította és koordinálta. Erre utal visszaemlékezéséiben Gellért Andor, amikor kijelenti, hogy: Az utasítást, mint minden rendkívül kényes kérdésben, dr. Fall Endre közvetítette hozzám, értésemre adva, hogy az a legmagasabb helyről jött, ami rendszerint a miniszterelnököt jelentette. Fall Endre közvetlen módon, kivitelezőként is kivette részét a béketapogatózásokkal kapcsolatos tevékenységekből. Amikor dr. Váli Ferenc egyetemi tanárnak a kormány megbízásából Törökországba kellett utaznia, magára vállalta az utazás teljes előkészítését: a megfelelő “sztori” kidolgozását, a szükséges papírok és engedélyek beszerzését, figyelmeztette a lebukás veszélyeire és ennek elkerülési módjaira. A kormány és a Revíziós Liga erőfeszítései azonban nem hozták meg a kívánt eredményt.
A zsidóellenes intézkedésekre reagálva, a náci propagandát és intézkedéseket elutasító szervezetek, mozgalmak, közösségek, személyek igyekeztek segíteni honfitársaikon. Ilyen mozgalom volt a Magyar Függetlenségi Mozgalom (MFM), melynek alapjait Teleki Pál miniszterelnök vetette meg és vezéregyénisége Szent-Iványi Domokos volt. A MFM számára a legszélesebb társadalmi kapcsolatot a Magyar Testvéri Közösség jelentette. A MFM szellemi irányítója a Százak Tanácsa volt, melynek tagjai között szerepelt Herczeg Ferenc, a Revíziós Liga elnöke is. A Ligára háruló feladatok gyakorlati kivitelezését Fall Endre vállalta magára.
Szemléletes példája ennek Nahum Goldmann cionista külügyminiszter budapesti látogatása 1937. február 12-én. A rendőrség biztonsági okok miatt nem akarta engedélyezni, hogy előadást tarthasson a cionista szövetség előadó-termében. Végül, többek között Fall Endre közbenjárását követően, a rendőrség változtatott álláspontján és Goldmann a kívánt helyen megtarthatta előadását. Másnap, 13-án Goldmann találkozott Apor Gábor külügyminiszteri állandó helyettessel, hangot adva azon véleményének, hogy a revízió zsidó érdek is, mert Romániával ellentétben itt a zsidóságnak „gyöngyélete” van.
Az általános feladatok teljesítésén túl, védőszárnyai alá vette Böhm Vilmos Budapesten élő fiát (Böhm Vilmos szociáldemokrata politikus) és a La Guardia rokonságot (Fiorello H. La Guardia New York polgármestere), valamint számos zaklatásnak kitett személyt.
Magyarország német megszállásának veszélyéről még 1944. március 18-a előtt értesült Fall Endre a Liga hálózatán keresztül. Vezetésével elkezdődött a kompromittáló iratok megsemmisítése, valamint azon személyek értesítése, akik valamilyen ok miatt a Gestapo célkeresztjébe kerültek. Az elsők között értesítette a hírről Bajcsy-Zsilinszky Endrét, aki Kiss János altábornaggyal együtt fontolóra vette a megszállás elleni fegyveres ellenállást. A hír megosztása érdekében mindketten Kállay miniszterelnökkel találkoztak, majd ezt követően Bajcsy-Zsilinszky Endre találkozott Keresztes-Fischer Ferenccel is. A bekövetkezett események mindenben Fall Endrét igazolták. A Gestapo kész listával érkezett Budapestre, azok nevével, akik németellenességükről voltak ismertek. Fall Endrének, Bajcsy-Zsilinszky Endre telefonértesítése nyomán, Csomoss Miklós segítségével, sikerül elkerülnie a letartóztatást és először Kisújszálláson, majd Felsőgödön talál megfelelő rejtőzködési helyet. Itt tartózkodásának ideje alatt is aktív részese marad a magyar politikai életnek. Mester Miklóson keresztül számos üzenetváltásra kerül sor közte és Bajcsy-Zsilinszky között, az ország szuverenitásának visszaállítása tárgykörében. A későbbiekben, amikor budapesti tartózkodása elengedhetetlenül szükségessé vált Csomoss Miklós, valamint Koller Lajos lakásán rejtőzködött. Koller Lajos fia, Koller Levente visszaemlékezése szerint, édesapja Práter utcai lakásán tartották a gyűléseket a körözés alatt álló Magyar Revíziós Liga tagjai is.
Horthy sikertelen kiugrási kísérletét és a nyilas uralom eseményeit Kisújszálláson, illetve Felsőgödön éli meg. Ebben az időszakban a Csomoss Miklóssal való kapcsolata jelentette számára a fő lehetőséget politikai elképzeléseinek megvalósítását illetően. Ilyen körülmények között, Fall Endre érdemi társszervezője volt a Csomoss-féle Magyar Ellenállási Mozgalom megalakításának és tevékenységének. Az Ideiglenes Nemzeti Kormány ideje alatt a Csomoss-féle mozgalom, “Fegyveres Ellenállási Mozgalom” néven vált ismertté.
Még folytak a harcok, amikor 1944. december 22-én megalakul a magyar Ideiglenes Nemzeti Kormány Dálnoki Miklós Béla vezérezredes elnökletével. Az 1945 szeptemberében kiadott rendeletében közli azok névsorát, akik „érdemeit elismertnek tekinti a nemzeti ellenállási mozgalomban és a németellenes szabadságharcban”. A névsorban 60 név szerepel, kiknek „köréből alakítják majd meg az ellenállási mozgalom igazolóbizottságait”. Elismerést és megtiszteltetést jelentett Fall Endre számára, hogy a 60 tagú névsorban szerepelt, olyan személyiségek mellett mint Bajcsy-Zsilinszky Endréné, Fauszt Imre, Tildy Zoltán, Szent-Györgyi Albert stb.
Csomóss Miklós, a megváltozott körülmények lehetőségeit kihasználva új, önálló párt létrehozásán dolgozott, a magyarság sorsa iránt elkötelezett egykori reformpárti politikusok – Dálnoki Miklós Béla, Kóródy Tibor, Fall Endre, Vasvári Lajos, Takács József és Mester Miklós bevonásával. Az események alakulása azonban meghiúsította elképzeléseiket.
Fall Endrét kinevezik az Országos Társadalombiztosító Intézet alelnökévé, ami egyben múltbeli tevékenységének elismerését is jelentette. Annak ellenére, hogy ezt a tisztséget a Horthy-rendszer ideje alatt is betöltötte, tevékenységével kapcsolatosan sem az ideiglenes szervek, sem volt kollégái, beosztottjai részéről nem merült fel semmiféle kritikai észrevétel.
Az Ideiglenes Kormány megbízatása 1945. november 15-én szűnt meg, amikor az új Nemzetgyűlés megválasztását követően megalakul az új koaliciós kormány a kisgazdapárti Tildy Zoltán vezetésével. Miután 1946 elején eltörlik a királyságot és Magyarországot köztársaságnak nyilvánítják, az első köztársasági elnök Tildy Zoltán lett és az új kormány elnöke pedig a kisgazdapárti Nagy Ferenc.
A szövetségesek viszonya 1946 folyamán megromlott. Magyarországon elkezdődött a polgári erők elleni nyílt támadás. A Magyar Kommunista Párt a hatalom megszerzése érdekében, a Szövetséges Ellenőrző Bizottság (SZEB) közreműködésével, 1946 végén és 1947 elején a Magyar Testvéri Közösségen keresztül indított támadást a kisgazdák ellen. Fall Endre felháborodással és félelemmel követte 1947-ben a Magyar Testvéri Közösség elleni koncepciós per fejleményeit. A közvélemény megtévesztése érdekében, a perbefogottakat azzal a hamis váddal illették, hogy a fiatal Magyar Köztársaság megdöntését, illetve a Horthy-rendszer restitúcióját akarták. Félelem töltötte el a jogállamiság felszámolását célzó koncepciós eljárások miatt, mely előrevetítette az egypártrendszer megteremtésének lehetőségét. A személyek miatti félelme, nem ismert politikai–ideológiai határokat, csak a magyar ügyért kifejtett tevékenység tényét. Egyaránt féltette barátját, Csomoss Miklóst és a kommunista Mélik Endrét, akivel még a Bartha Miklós Társaság keretén belül kötött örökre szóló barátságot. Mindketten a per áldozataivá váltak. A koncepciós perrel a kommunisták elérték céljukat. Az 1945-ben megválasztott kormány lényegében működésképtelenné vált és átadta a hatalmat a kommunista diktatúrának. A következmények ismeretesek. Fall Endre félelme nem szűnt meg, más tartalommal tovább élt benne. A végbemenő változásokra aggodalommal figyel és családját féltve a visszavonulás mellett dönt. A múlt és jelen politikai eseményeit harcostársával, az ugyancsak visszavonulást választó Herczeg Ferenccel vitatja meg. Barátságuk, mely a „magyar ügy” iránti elkötelezettségükben mélyült el, kitart haláláig. A kedvezőtlenül alakuló társadalmi, politikai változások felőrlik egészségét. Felesége gondos ápolása ellenére 1954. július 2-án meghalt.

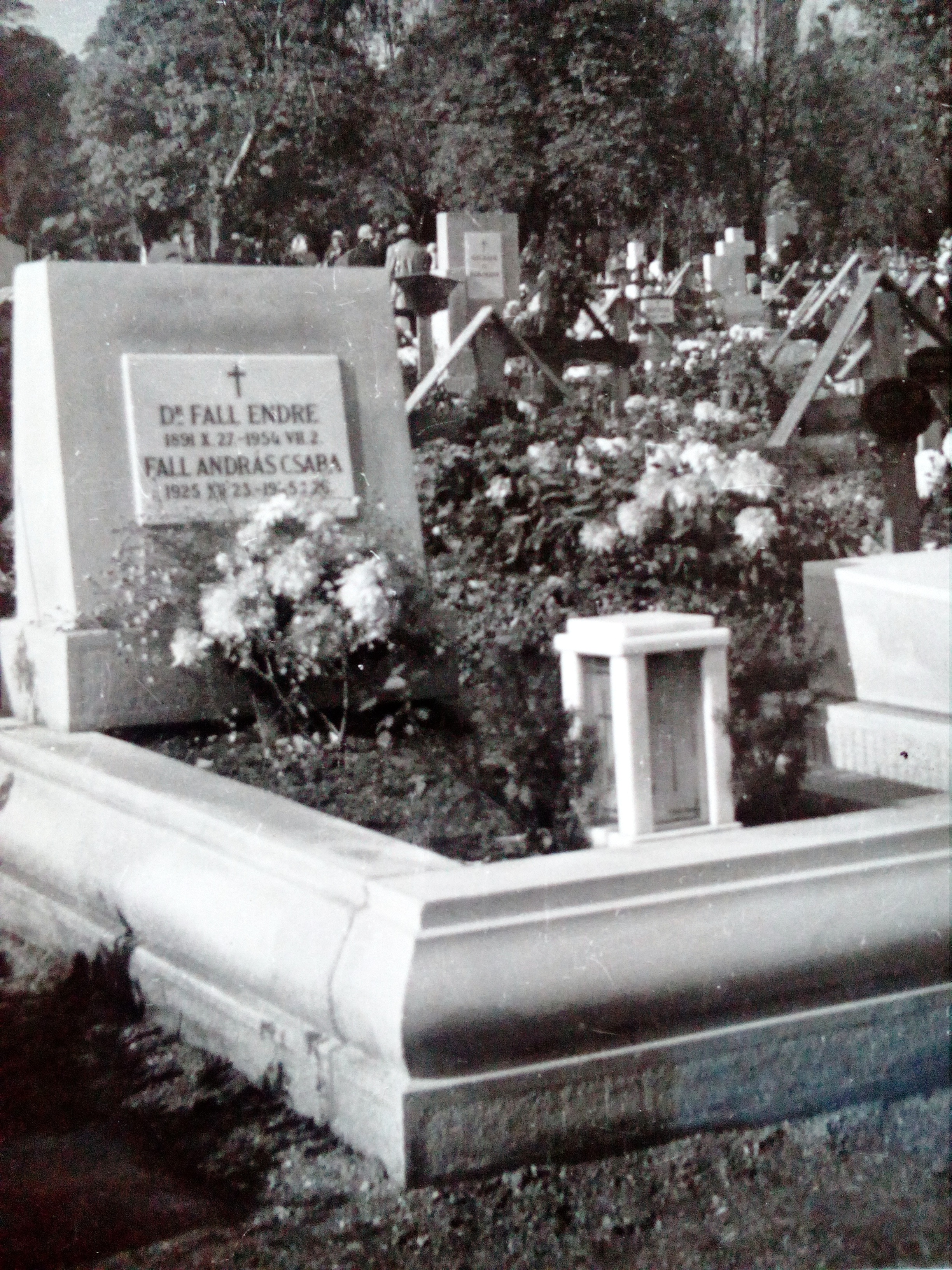
Dr. Fall Endre és fia, Fall András Csaba sírja a Kerepesi temetőben

## Kortársai véleménye tevékenységéről
Herczeg Ferenc (író, a Magyar Revíziós Liga elnöke): a Magyar Revíziós Liga “Ügyvezetője a fáradhatatlan és nagy energiájú dr, Fall Endre volt, aki az erdélyi magyar ember forró szívével és hideg fejével dolgozott „
Galánthai Károly (nyugalmazott tábornok, volt kisgazdapárti képviselő): „Ő eddig egész munkásságát, hatalmas energiáját, nagy tudását a nemzeti ügynek szentelte s e revíziós munkának nagy része [!] volt abban, hogy békés úton visszakaptuk a felvidéki magyarlakta területeket”.”.
Szegedy-Maszák Aladár (diplomata, a párizsi magyar békedelegáció tagja) a revíziós mozgalom irányításában kifejtett tevékenységét értékelve kiemeli „higgadt, fáradhatatlan és mozgékony” voltát a célok megvalósítása érdekében.
Szent-Iványi Domokos (diplomata, Teleki Pál, majd ifjabb Horthy Miklós bizalmi embere, a Magyar Függetlenségi Mozgalom alapítója) is „fáradhatatlan és dinamikus” emberként jellemzi Fall Endre tevékenységét a revizíós mozgalom élén.
Dr. Csomoss Miklós (a Magyar Közösség első asztaltársaságának tagja, 1938-ig a Nyilaskeresztes Párt igazgatója, 1939-ben a túlzott német befolyás miatt kilépett a pártból és Bajcsy-Zsilinszky Endre táborához csatlakozott): „Az ellenállásban szoros kapcsolatban állt Bajcsy-Zsilinszky Endrével, és Fall Endrével, a Revíziós Liga elnökével, aki egyik irányítója volt annak a semleges országokban működő titkos diplomáciai hálózatnak, amely a szövetséges hatalmakkal igyekezett fegyverszüneti megállapodásra jutni.”
Gellért Andor (Teleki Pál munkatársa, újságíró, a RL külföldi hálózatának titkára, 1942-ben a Magyar Revíziós Liga megbízásából Svédországban egyengeti a fegyverszünet létrejöttét): „…[A] liga igazgatója: dr. Fall Endre, (aki) egy lelkes, izzóan náciellenes, természetesen kormányzóhű ember volt. Hozzá futottak be jelentéseink és tőle jöttek az utasítások”
Magyar Külpolitika szerkesztőségi véleménye (XIII. évf. 8. sz. 1932. augusztus): „A Magyar Revíziós Liga igazgatója (dr. Fall Endre), …,puszta kitartással, vak és vakmerő buzgósággal végzi nagy feladatát. Sorsa odaállította a revízió tüze mellé és Ő – nem kérdezve, hogyan – miből? – éleszti, gerjeszti, táplálja a tüzet, tulajdon lehelletével szítja, idegzetének minden rostját erre szánja.”